# Arnold Sodeman
Arnold Karl Sodeman (12 de diciembre de 1899 - 1 de junio de 1936), también conocido como el Estrangulador de las colegialas, fue un asesino en serie australiano que atacaba a niñas. Confesó cuatro asesinatos y fue ejecutado en la prisión de Pentridge, Victoria, en 1936. Sodeman fue la segunda de las once personas que fueron ahorcadas en esta prisión después del cierre de la cárcel de Melbourne en 1924.

## Primeros años
Arnold Karl Sodeman nació en Victoria en 1899. Su madre sufría episodios de amnesia y tanto su padre como su abuelo murieron en instituciones mentales. A los 18 años, Sodeman fue enviado a una prisión reformatoria por hurto. Poco después de salir del reformatorio, fue acusado de robo a mano armada y de herir al jefe de estación en la estación de tren de Surrey Hills. Sodeman fue enviado a prisión para cumplir tres años de trabajos forzados. Sodeman escapó de la prisión y fue sentenciado a otros 12 meses de prisión con trabajos forzados.
Tras su liberación, Sodeman trabajó en diversos empleos, primero en Melbourne y más tarde en Gippsland. Se casó con Bernice Pope en Collingwood y en 1928 nació su hija Joan. El matrimonio se consideró feliz. Aunque Sodeman parecía sufrir ataques ocasionales de depresión y frecuentes borracheras, nunca fue violento con su familia. Incluso se lo consideraba trabajador, apacible y amable con una disposición generosa.

## Asesinatos y arrestos
El 9 de noviembre de 1930, Sodeman secuestró a una colegiala de 12 años, Mena Griffiths. Se encontró con su víctima en el parque infantil local jugando con un grupo de amigos. Les dio algo de dinero a las otras chicas y les dijo que fueran a la tienda a comprar unos helados; mientras tanto, le dijo a su víctima que tenía un recado diferente para ella. Para cuando los amigos de la niña regresaron al parque, no había rastro de Griffiths ni del hombre. El cuerpo de Griffiths fue descubierto dos días después en Ormond, en un edificio abandonado. La habían estrangulado hasta la muerte y luego la habían amordazado y atado post mortem con su propia ropa.
El 10 de enero de 1931 secuestró a Hazel Wilson, de 16 años, y la estranguló hasta matarla. Su cuerpo también fue encontrado en el suburbio de Ormond. Una vez más, en un movimiento característico, le había amordazado y atado las manos detrás de la espalda con trozos de su ropa.
Sodeman atacó por tercera vez el 1 de enero de 1935. Su víctima, Ethel Belshaw, era una niña de 12 años a quien estranguló y luego ató en la ciudad costera de Inverloch. Belshaw tenía la intención de comprar un helado cuando desapareció.
El 1 de diciembre de 1935, Sodeman mató a su cuarta víctima, una niña de 6 años llamada June Rushmer, hija de un compañero de trabajo que fue secuestrada de un parque local. Su cuerpo fue encontrado al día siguiente a menos de 2 kilómetros (1,2 mi) de su casa en Leongatha. También la habían atado, amordazado y estrangulado. Los testigos declararon que habían visto a la niña con un hombre en bicicleta poco antes de su desaparición.
En ese momento Sodeman formaba parte de un equipo de trabajo que reparaba carreteras. Durante el descanzo de la mañana, un compañero de trabajo dijo en tono de broma que había visto a Sodeman en su bicicleta cerca de la escena del crimen. Sodeman respondió enojado que no estaba allí. Él había respondido con tal enojo y rabia, algo muy inusual en él, que los trabajadores se lo dijeron a la policía. La policía se lo llevó para interrogarlo y rápidamente confesó los crímenes. Al principio la policía se mostró escéptica ante la confesión, pero Sodeman dio detalles de los crímenes que sólo alguien presente podría haber sabido.

## Investigación y juicio
El palacio de justicia de Leongatha estaba abarrotado cuando comenzó la investigación de Rushmer. El patólogo del gobierno, Dr. Mollison, dijo que las manos de la niña muerta estaban atadas a su espalda con un trozo de tela y una prenda manchada de sangre fue introducida en su boca. Tenía un trozo de calcetín roto atado alrededor de su cuello. El cuerpo presentaba hematomas. La muerte, pensó, se debió a asfixia.
Nancy Viola Smith, de 12 años, dijo que jugó con Rushmer en la Reserva Leongatha y que Rushmer abandonó el parque a las 7:15 p. m. William Henry Money de Leongatha dijo que a las 7:15 p. m. vio a Sodeman andando en bicicleta en dirección a la reserva. Sodeman tenía una mirada extraña en su rostro y el testigo pensó que era peculiar. Sodeman no le habló. Vincent Desmond Ryan, de Leongatha, dijo que entre las 7:15 y las 7:30 p. m. vio a un hombre con una niña pequeña en la parte delantera de su bicicleta. La niña tenía una constitución similar a la de Rushmer, pero el testigo estaba a 80 metros (90 yardas) de distancia y no podía verlo bien.

El detective principal O'Keefe dijo que el detective Delminico estaba con Sodeman cuando declaró:
Vi a June Rushmer en el sendero caminando hacia su casa, cerca de la cancha de tenis, y me dijo: "Llévanos". Conocía a la niña y ella me conocía a mí. Acepté, y seguí por la ruta ganadera y giré por el camino que lleva al depósito sanitario. A unos 90 metros de la esquina, me dijo: "Ya está bien". Me bajé de la bici y le dije: "Puedes volver a casa andando". Corrí hacia ella y se metió entre los arbustos. Corrí tras ella, la agarré del cuello y empezó a gritar. La sujeté del cuello y se quedó sin fuerzas de repente. Entonces le quité los pantalones y se los metí en la boca. Saqué un cinturón de su vestido y se lo até sobre la boca y alrededor de la nuca.
Sodeman estaba  remitido a juicio por el forense. En febrero de 1936, luego de dos días de juicio, el jurado lo encontró culpable de asesinato. El oficial médico del gobierno, Dr A. J. W. Philpott, su asistente el Dr. R. T. Allan y el psiquiatra Reginald Ellery, dieron evidencia de que Sodeman sufría de un desorden mental que le daba un "impulso obsesivo" de tal poder que, bajo la influencia del alcohol, dejaba de ser responsable de su comportamiento. Como Sodeman estaba intoxicado en las cuatro ocasiones, los médicos concluyeron que se lo podía considerar insano al momento de los asesinatos. Su conclusión se reforzó no solo con el comportamiento repetitivo de Sodeman, sino también con su historia clínica: tanto su padre como su abuelo murieron con una enfermedad mental. El juez Charles Gavan Duffy lo sentenció entonces a muerte por el asesinato de Rushmer, luego de aconsejar al jurado distinguir entre las opiniones dadas por los testigos expertos médicos en cuestiones relacionadas al cuerpo físico, que podían demostrarse por cirugía y aquellos relacionados con la mente. El jurado decidió rechazar la defensa de insanía de Sodeman.

## Apelaciones
Un extracto de The Argus, del viernes 24 de abril de 1936, decía:
Un abogado del rey inglés ha sido contratado para defender el caso ante el Comité Judicial del Consejo Privado de Arnold Sodeman, condenado a muerte por el asesinato de June Rushmer en Leongatha. El abogado de Sodeman, el Sr. C. H. Auty, declaró ayer que había dispuesto, mediante un cablegrama, que el Sr. D. N. Pritt, KC, destacado abogado del rey y miembro de la Cámara de los Comunes, compareciera en representación de Sodeman en la solicitud presentada por este para obtener permiso especial para apelar contra la denegación del Tribunal Superior de Australia de concederle permiso especial para apelar su condena. El Sr. Auty indicó que sus agentes en Londres instruirían al Sr. Pritt y a otro abogado, quien actuaría como subalterno del Sr. Pritt, sobre los detalles de la solicitud. Mientras tanto, el Sr. Auty ha dirigido una solicitud por escrito al primer ministro (el Sr. Dunstan) para que el Gobierno conceda un nuevo indulto a Sodeman hasta que se resuelva la solicitud del condenado ante el Consejo Privado. El Sr. Auty declaró ayer que ahora... 'preparando la petición de permiso especial para apelar y otros documentos necesarios. Esperaba que dichos documentos estuvieran listos a tiempo para ser enviados a Inglaterra la próxima semana'. Uno de los documentos que deben enviarse en breve a Londres es una declaración jurada en apoyo de la solicitud. Esta debe ser firmada por Sodeman, cuyo indulto actual expira el 4 de mayo, día para el cual se ha fijado la ejecución. Se espera que el Consejo Ejecutivo conceda el indulto ahora solicitado por el Sr. Auty. Se espera recibir un informe del Departamento Jurídico de la Corona la próxima semana, y si el Gabinete decide que se debe conceder la solicitud, el Consejo Ejecutivo tomará las medidas necesarias de inmediato. La apelación de Sodeman contra su condena no tuvo éxito. Los motivos de la apelación fueron: (1) que el erudito juez de primera instancia admitió erróneamente la prueba, a saber, la prueba de las muertes de Mena Griffiths, Hazel Wilson y Ethel Belshaw; (2) que el erudito juez de primera instancia instruyó erróneamente al jurado (a) en cuanto a la carga de la prueba en un caso de locura, (b) en cuanto a los requisitos de la ley en relación con la locura, y (c) en cuanto a la ley relacionada con el consumo de alcohol, la locura y el homicidio involuntario; y (3) que la fiscalía y el erudito juez de primera instancia hicieron comentarios sobre la falta de declaración del acusado." 

## Ejecución
Sodeman no quería un indulto por temor a que si vivía podría cometer más asesinatos. Sodeman pasó gran parte de su tiempo jugando a las damas con Edward Cornelius, quien estaba condenado a muerte por el asesinato del reverendo Cecil en Fitzroy en noviembre del año anterior. Fue ahorcado y enterrado en la prisión de Pentridge, Coburg, el 1 de junio de 1936. Una autopsia reveló que sufría de leptomeningitis, una enfermedad degenerativa que podía causar una inflamación grave del cerebro cuando se agravaba con el alcohol.

## Medios
En 1965, la serie de televisión australiana Homicide basó el episodio 39 "Un lugar solitario" en este caso. El episodio se emitió por primera vez en noviembre de 1965 y fue presentado por el actor John Fegan, advirtiendo sobre la importancia de proteger a los niños. A diferencia de muchos episodios, este terminó sin una voz en off que indicara cuáles habían sido los resultados legales del caso (por ejemplo, si el delincuente fue condenado a muerte pero luego indultado).
En el septuagésimo quinto aniversario del asesinato de Ethel Belshaw, el periódico de Leongatha ''' The Great Southern Star ''' publicó una entrevista con Maureen Lewis (de soltera Keighery), quien era vecina de Sodeman en 1935. Lewis estaba con la familia Sodeman el día que asesinó a Belshaw. Lewis había viajado con los Sodeman desde Leongatha para pasar un día divertido bajo el sol. Era amiga de Joan, la hija de los Sodeman, una niña de edad similar. El día que Ethel fue asesinada, él quería llevarme a tomar un helado. Podría haber sido yo ese día —dijo. “Fui con ellos a Inverloch ese día con los Sodeman. ... Él quería llevarme a tomar un helado, y la señora Sodeman no lo dejó llevarme, a menos que también llevara a Joan, su hija.”  (a lo que Sodeman se negó).

## Lectura adicional
- Bourke, John Peter y Sonenberg, David Shoburn (1969). Locura e injusticia. Jacarandá.
- Sartain, Bob y Sociedad Histórica de Inverloch (1999). Entrada de Anderson Inverloch :asesinato en Inverloch :los asesinatos de Sodeman. Norman R. Deacon para la Sociedad Histórica de Inverloch.

- Datos: Q4795262